# Serdos
Os serdos (em latim: Serdi) foram uma tribo celta que habitava a Trácia. Estavam situados em torno de Sérdica, atualmente Sófia, na Bulgária. Teriam se estabelecido nesta região durante as migrações celtas do fim do século IV a.C., embora não haja evidências de sua existência antes do século I a.C.. Estão entre os nomes tribais tradicionais relatados no Período Romano. Foram gradualmente tracianizados ao longo dos séculos, mas mantiveram seu caráter celta na cultura material até uma data posterior. De acordo com outras fontes, podem ter tido simplesmente uma origem trácia.